# さく井工事業
さく井工事業（さくせいこうじぎょう）とは、さく井機械等を用いてさく孔、さく井を行う工事又はこれらの工事に伴う揚水設備設置等を行う工事を業とする建設業。
工事の例示としては、さく井工事、観測井工事、還元井工事、温泉掘削工事、井戸築造工事、さく孔工事、石油掘削工事、天然ガス掘削工事、揚水設備工事などがある。